# Michele Marani
Michele Marani (ur. 16 listopada 1982 w San Marino) – sanmaryński piłkarz występujący na pozycji obrońcy lub pomocnika, reprezentant San Marino w latach 2002–2009.

## Kariera klubowa
Wychowanek klubu San Marino Calcio, dla którego rozegrał ogółem 2 ligowe spotkania. Podczas swojej kariery grał on wyłącznie we włoskich amatorskich klubach, balansując między czwartą a siódmą klasą rozgrywkową we Włoszech oraz w Campionato Sammarinese w barwach AC Juvenes/Dogana, SS Pennarossa i SP La Fiorita.
W 2005 roku jako zawodnik SS Pennarossa wywalczył Puchar San Marino, zdobywając w tych rozgrywkach łącznie 6 bramek, tym 2 w meczu finałowym przeciwko SP Tre Penne (4:1). W 2007 roku odbył testy w hiszpańskim zespole CD Roquetas (Tercera División), jednak trener klubu postanowił zakontraktować w jego miejsce innego gracza. Wkrótce po tym zainteresowanie nim wyraził Huércal-Overa CF, jednak odrzucił on ofertę ze względów finansowych. W styczniu 2010 roku Marani przeniósł się do IV-ligowego klubu CD Comarca de Níjar, stając się pierwszym sanmaryńskim piłkarzem grającym poza Włochami i San Marino. 22 listopada 2009 zadebiutował w wygranym 4:0 meczu przeciwko Atlético Malagueño. W 2010 roku zakończył grę w piłkę nożną.

## Kariera reprezentacyjna
Marani w latach 1998–2000 występował w juniorskich kadrach San Marino w kategoriach U-16 oraz U-18. 23 września 1998 roku zadebiutował w rozgrywkach międzynarodowych w przegranym 0:3 meczu ze Słowenią U-16 w ramach Eliminacji Mistrzostw Europy 1999.
21 maja 2002 zadebiutował w seniorskiej reprezentacji San Marino w przegranym 0:1 towarzyskim meczu przeciwko Estonii. Do 2009 roku był regularnie on powoływany przez selekcjonera Giampaolo Mazzę, biorąc w tym czasie udział w łącznie 4 kampaniach kwalifikacyjnych do mistrzostw świata i Europy. W kwietniu 2004 roku wystąpił w wygranym 1:0 towarzyskim spotkaniu z Liechtensteinem w Serravalle, który to mecz jest jedynym dotychczasowym zwycięstwem odniesionym przez reprezentację San Marino. Ogółem w latach 2002–2009 Marani rozegrał w drużynie narodowej 31 spotkań, nie zdobył żadnej bramki.
Mecze w reprezentacji
| Michele Marani - oficjalne mecze w reprezentacji San Marino (2002–2009) | Michele Marani - oficjalne mecze w reprezentacji San Marino (2002–2009) | Michele Marani - oficjalne mecze w reprezentacji San Marino (2002–2009) | Michele Marani - oficjalne mecze w reprezentacji San Marino (2002–2009) | Michele Marani - oficjalne mecze w reprezentacji San Marino (2002–2009) | Michele Marani - oficjalne mecze w reprezentacji San Marino (2002–2009) | Michele Marani - oficjalne mecze w reprezentacji San Marino (2002–2009) | Michele Marani - oficjalne mecze w reprezentacji San Marino (2002–2009) | Michele Marani - oficjalne mecze w reprezentacji San Marino (2002–2009) |
| #                                                                       | Data                                                                    | Miejsce                                                                 | Przeciwnik                                                              | Wynik                                                                   | Minuty                                                                  | Bramki                                                                  | Kartki                                                                  | Ranga zawodów                                                           |
| ----------------------------------------------------------------------- | ----------------------------------------------------------------------- | ----------------------------------------------------------------------- | ----------------------------------------------------------------------- | ----------------------------------------------------------------------- | ----------------------------------------------------------------------- | ----------------------------------------------------------------------- | ----------------------------------------------------------------------- | ----------------------------------------------------------------------- |
| 1.                                                                      | 21 maja 2002                                                            | Stadion Olimpijski, Serravalle                                          | Estonia                                                                 | 0:1                                                                     | 77'                                                                     |                                                                         |                                                                         | Mecz towarzyski                                                         |
| 2.                                                                      | 7 września 2002                                                         | Stadion Olimpijski, Serravalle                                          | Polska                                                                  | 0:2                                                                     | 90'                                                                     |                                                                         | Żółta kartka                                                            | Eliminacje Mistrzostw Europy 2004                                       |
| 3.                                                                      | 16 października 2002                                                    | Megyeri úti Stadion, Budapeszt                                          | Węgry                                                                   | 0:3                                                                     | 90'                                                                     |                                                                         |                                                                         | Eliminacje Mistrzostw Europy 2004                                       |
| 4.                                                                      | 20 listopada 2002                                                       | Stadion Olimpijski, Serravalle                                          | Łotwa                                                                   | 0:1                                                                     | 52'                                                                     |                                                                         |                                                                         | Eliminacje Mistrzostw Europy 2004                                       |
| 5.                                                                      | 2 kwietnia 2003                                                         | Miejski Stadion Sportowy KSZO, Ostrowiec Świętokrzyski                  | Polska                                                                  | 0:5                                                                     | 90'                                                                     |                                                                         |                                                                         | Eliminacje Mistrzostw Europy 2004                                       |
| 6.                                                                      | 20 sierpnia 2003                                                        | Rheinpark Stadion, Vaduz                                                | Liechtenstein                                                           | 2:2                                                                     | 78'                                                                     |                                                                         | Żółta kartka w {{{3}}}. minucie · Druga żółta kartka · Czerwona kartka  | Mecz towarzyski                                                         |
| 7.                                                                      | 6 września 2003                                                         | Ullevi, Göteborg                                                        | Szwecja                                                                 | 0:5                                                                     | 90'                                                                     |                                                                         |                                                                         | Eliminacje Mistrzostw Europy 2004                                       |
| 8.                                                                      | 28 kwietnia 2004                                                        | Stadion Olimpijski, Serravalle                                          | Liechtenstein                                                           | 1:0                                                                     | 80'                                                                     |                                                                         |                                                                         | Mecz towarzyski                                                         |
| 9.                                                                      | 4 września 2004                                                         | Stadion Olimpijski, Serravalle                                          | Serbia i Czarnogóra                                                     | 0:3                                                                     | 90'                                                                     |                                                                         |                                                                         | Eliminacje Mistrzostw Świata 2006                                       |
| 10.                                                                     | 8 września 2004                                                         | Stadion im. S. Dariusa i S. Girėnasa, Kowno                             | Litwa                                                                   | 0:4                                                                     | 90'                                                                     |                                                                         |                                                                         | Eliminacje Mistrzostw Świata 2006                                       |
| 11.                                                                     | 13 października 2004                                                    | Stadion Crvena zvezda, Belgrad                                          | Serbia i Czarnogóra                                                     | 0:5                                                                     | 90'                                                                     |                                                                         |                                                                         | Eliminacje Mistrzostw Świata 2006                                       |
| 12.                                                                     | 17 listopada 2004                                                       | Stadion Olimpijski, Serravalle                                          | Litwa                                                                   | 0:1                                                                     | 90'                                                                     |                                                                         | Żółta kartka                                                            | Eliminacje Mistrzostw Świata 2006                                       |
| 13.                                                                     | 9 lutego 2005                                                           | Estadio de los Juegos Mediterráneos, Almería                            | Hiszpania                                                               | 0:5                                                                     | 90'                                                                     |                                                                         |                                                                         | Eliminacje Mistrzostw Świata 2006                                       |
| 14.                                                                     | 30 marca 2005                                                           | Stadion Olimpijski, Serravalle                                          | Belgia                                                                  | 1:2                                                                     | 90'                                                                     |                                                                         |                                                                         | Eliminacje Mistrzostw Świata 2006                                       |
| 15.                                                                     | 4 czerwca 2005                                                          | Stadion Olimpijski, Serravalle                                          | Bośnia i Hercegowina                                                    | 1:3                                                                     | 90'                                                                     |                                                                         | Żółta kartka                                                            | Eliminacje Mistrzostw Świata 2006                                       |
| 16.                                                                     | 8 października 2005                                                     | Bilino Polje, Zenica                                                    | Bośnia i Hercegowina                                                    | 0:3                                                                     | 90'                                                                     |                                                                         |                                                                         | Eliminacje Mistrzostw Świata 2006                                       |
| 17.                                                                     | 12 października 2005                                                    | Stadion Olimpijski, Serravalle                                          | Hiszpania                                                               | 0:6                                                                     | 90'                                                                     |                                                                         |                                                                         | Eliminacje Mistrzostw Świata 2006                                       |
| 18.                                                                     | 16 sierpnia 2006                                                        | Stadion Olimpijski, Serravalle                                          | Albania                                                                 | 0:3                                                                     | 60'                                                                     |                                                                         |                                                                         | Mecz towarzyski                                                         |
| 19.                                                                     | 6 września 2006                                                         | Stadion Olimpijski, Serravalle                                          | Niemcy                                                                  | 0:13                                                                    | 90'                                                                     |                                                                         |                                                                         | Eliminacje Mistrzostw Europy 2008                                       |
| 20.                                                                     | 7 października 2006                                                     | Stadion u Nisy, Liberec                                                 | Czechy                                                                  | 0:7                                                                     | 54'                                                                     |                                                                         |                                                                         | Eliminacje Mistrzostw Europy 2008                                       |
| 21.                                                                     | 15 listopada 2006                                                       | Lansdowne Road, Dublin                                                  | Irlandia                                                                | 0:5                                                                     | 59'                                                                     |                                                                         |                                                                         | Eliminacje Mistrzostw Europy 2008                                       |
| 22.                                                                     | 7 lutego 2007                                                           | Stadion Olimpijski, Serravalle                                          | Irlandia                                                                | 1:2                                                                     | 90'                                                                     |                                                                         |                                                                         | Eliminacje Mistrzostw Europy 2008                                       |
| 23.                                                                     | 21 listopada 2007                                                       | Stadion Olimpijski, Serravalle                                          | Słowacja                                                                | 0:5                                                                     | 90'                                                                     |                                                                         |                                                                         | Eliminacje Mistrzostw Europy 2008                                       |
| 24.                                                                     | 10 września 2008                                                        | Stadion Olimpijski, Serravalle                                          | Polska                                                                  | 0:2                                                                     | 90'                                                                     |                                                                         | Żółta kartka                                                            | Eliminacje Mistrzostw Świata 2010                                       |
| 25.                                                                     | 11 października 2008                                                    | Stadion Olimpijski, Serravalle                                          | Słowacja                                                                | 1:3                                                                     | 90'                                                                     |                                                                         |                                                                         | Eliminacje Mistrzostw Świata 2010                                       |
| 26.                                                                     | 15 października 2008                                                    | Windsor Park, Belfast                                                   | Irlandia Północna                                                       | 0:4                                                                     | 90'                                                                     |                                                                         |                                                                         | Eliminacje Mistrzostw Świata 2010                                       |
| 27.                                                                     | 19 listopada 2008                                                       | Stadion Olimpijski, Serravalle                                          | Czechy                                                                  | 0:3                                                                     | 81'                                                                     |                                                                         |                                                                         | Eliminacje Mistrzostw Świata 2010                                       |
| 28.                                                                     | 11 lutego 2009                                                          | Stadion Olimpijski, Serravalle                                          | Irlandia Północna                                                       | 0:3                                                                     | 90'                                                                     |                                                                         |                                                                         | Eliminacje Mistrzostw Świata 2010                                       |
| 29.                                                                     | 1 kwietnia 2009                                                         | Stadion Miejski Arena Kielc, Kielce                                     | Polska                                                                  | 0:10                                                                    | 90'                                                                     | (s)                                                                     |                                                                         | Eliminacje Mistrzostw Świata 2010                                       |
| 30.                                                                     | 6 czerwca 2009                                                          | Tehelné pole, Bratysława                                                | Słowacja                                                                | 0:7                                                                     | 85'                                                                     |                                                                         | Żółta kartka                                                            | Eliminacje Mistrzostw Świata 2010                                       |
| 31.                                                                     | 14 października 2009                                                    | Stadion Olimpijski, Serravalle                                          | Słowenia                                                                | 0:3                                                                     | 90'                                                                     |                                                                         |                                                                         | Eliminacje Mistrzostw Świata 2010                                       |

## Życie prywatne
Od 2010 roku mieszka w Almeríi, gdzie pracuje zawodowo. Jego starszy brat Mauro (ur. 1975) również jest piłkarzem. W latach 2002–2009 występowali oni wspólnie w reprezentacji San Marino.

## Sukcesy
SS Pennarossa
- mistrzostwo San Marino: 2003/04[6]
- Puchar San Marino: 2004, 2005
- Superpuchar San Marino: 2003